# Útgarða-Loki

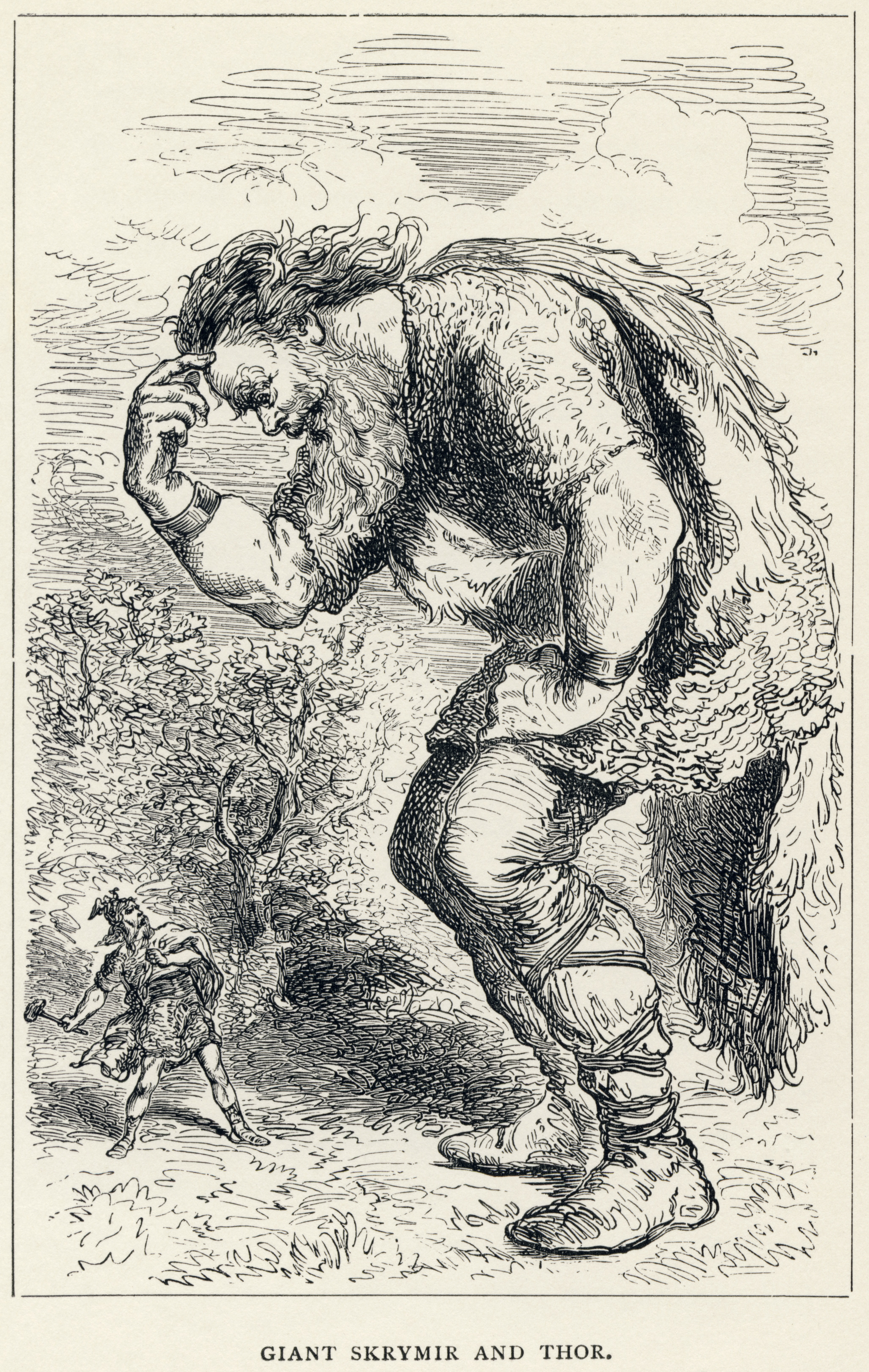
Il gigante Skrymir e Thor (ca. 1891), di Louis Huard

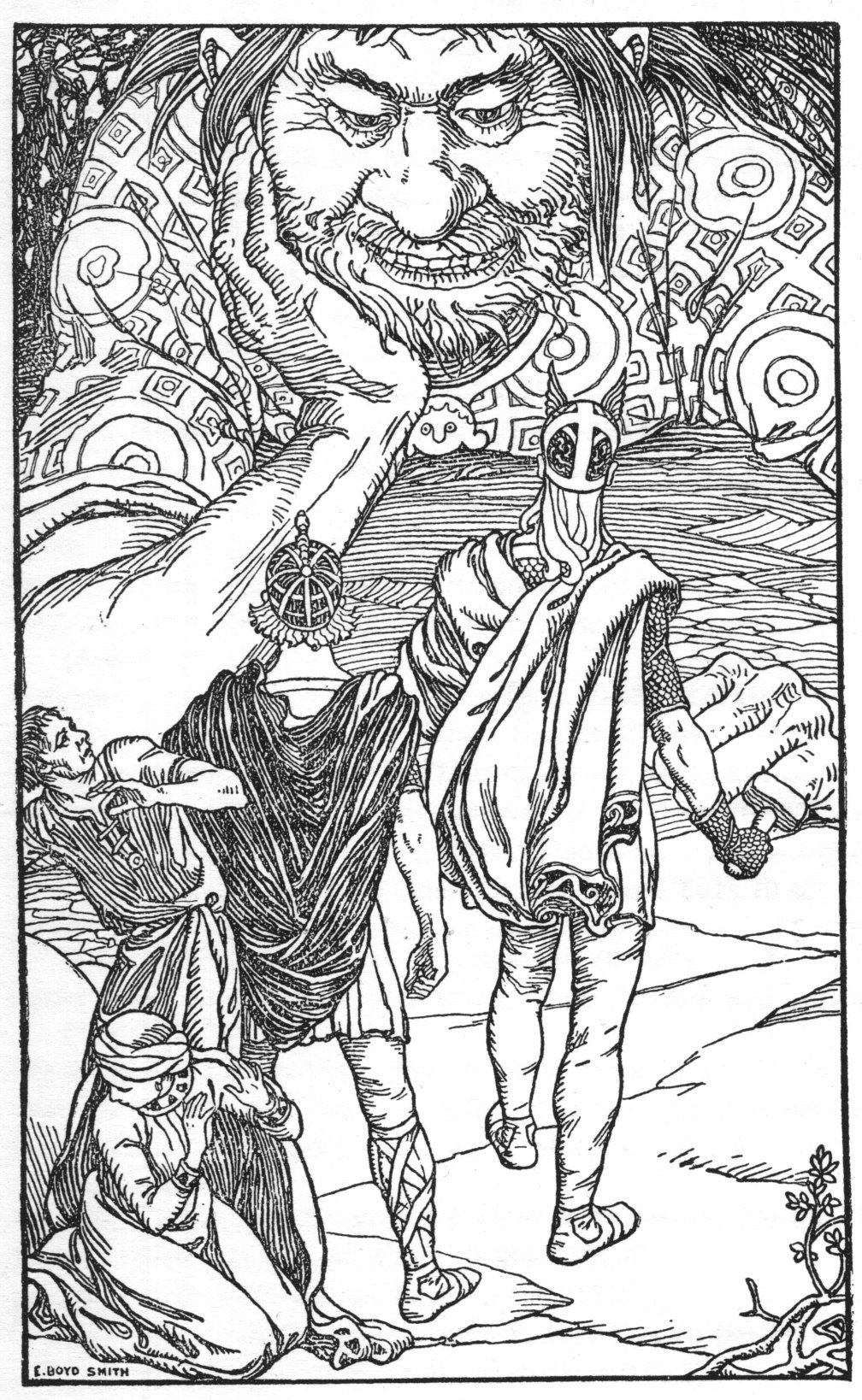
"I am the giant Skrymir" (1902) di Elmer Boyd Smith

Nella mitologia norrena Útgarða-Loki (traslitterato in Utgarda-Loki) era il re del castello di Útgarðr in Jǫtunheimr. Era uno dei Jötnar, ed il suo nome significava letteralmente "Loki del recinto esterno", per distinguerlo da Loki, compagno di Thor.

## Edda in prosa
Secondo un libro della Edda in prosa, il Gylfaginning, Thor, Þjálfi, Röskva e Loki incontrarono un gigante di nome Skrýmir, e lo accompagnarono ad Útgarðr. Presero parte a numerose gare organizzate da Útgarða-Loki. Le prove erano tutte truccate dai poteri illusori del suo organizzatore. Loki partecipò ad una gara di chi divorasse più velocemente del cibo contro Logi, che in realtà era la personificazione del fuoco (che tutto divora). Þjálfi gareggiò in una velocità contro un servitore che in realtà era il pensiero di Útgarða-Loki (più veloce di qualunque essere). Roskva sfida a scacchi un servitore che in realtà era il sonno. Thor lottò con Elli, una vecchia che in realtà era personificazione della vecchiaia (che sconfigge qualunque guerriero); indi tentò di sollevare Miðgarðsormr che appariva nelle sembianze di un gatto e di svuotare un corno potorio collegato all'altra estremità al mare.

## Gesta Danorum

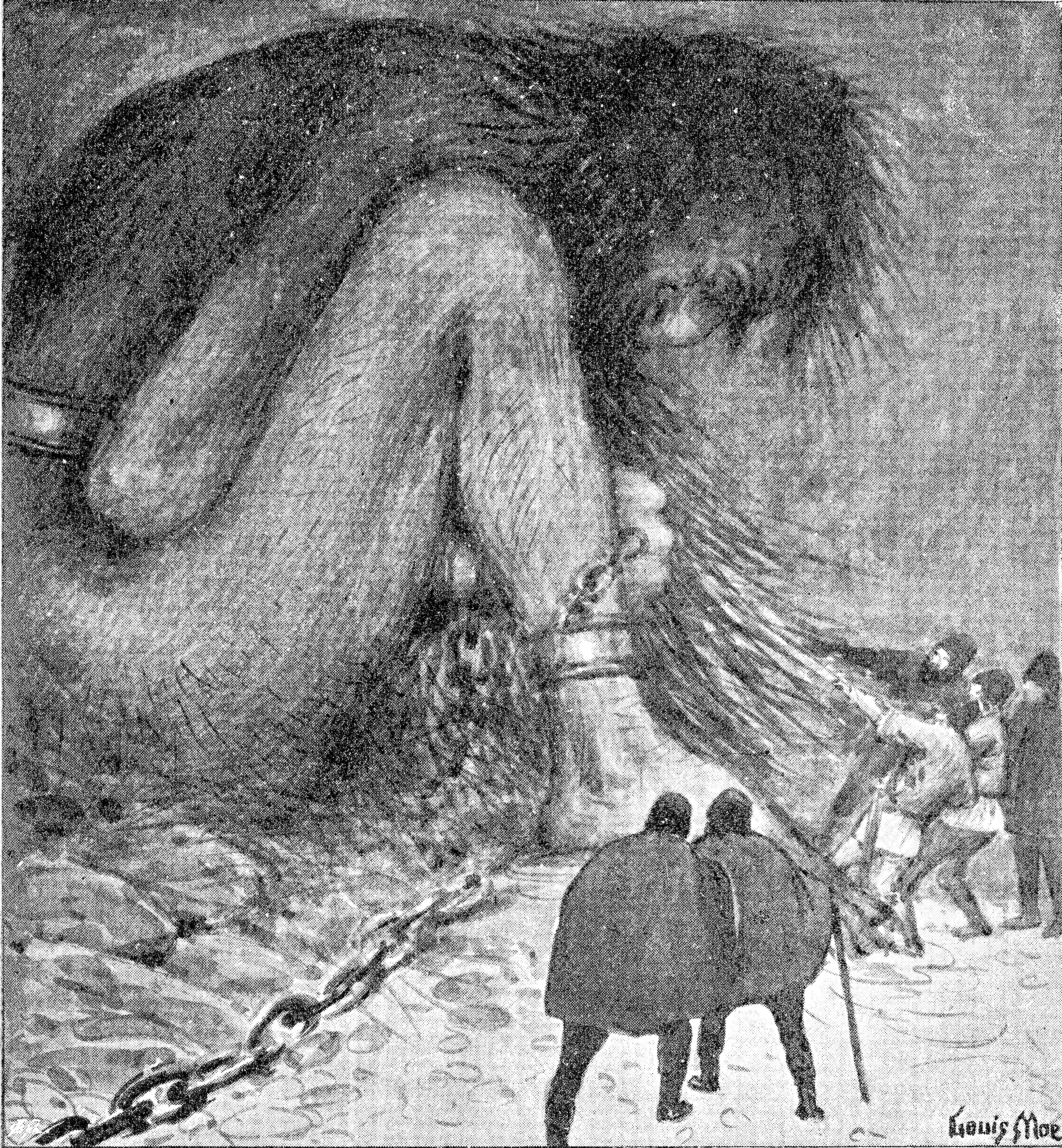
Thorkil nella camera di Utgarthilocus, illustrazione di Louis Moe (1898)

Nel Gesta Danorum una nave incontra venti forti, e vengono fatti vari sacrifici agli dei per ottenere un tempo favorevole, compreso un dio di nome Utgarthilocus. Con giuramenti e voti riuscirono ad ottenere il bel tempo. Una successiva spedizione nella terra dei giganti viene descritta così:
(Davidson & Fisher)
A parte il nome del gigante c'è poco che ricorda l'Útgarða-Loki di Snorri. Il gigante legato è più simile a Loki, il quale fu in effetti legato e torturato in una grotta.

## Nella letteratura moderna
Utgard-Loki compare nella trilogia Magnus Chase e gli dei di Asgard, di Rick Riordan.